# Angela Luce
Angela Luce, pseudonimo di Angela Savino (Napoli, 3 dicembre 1937), è un'attrice e cantante italiana.

## Biografia

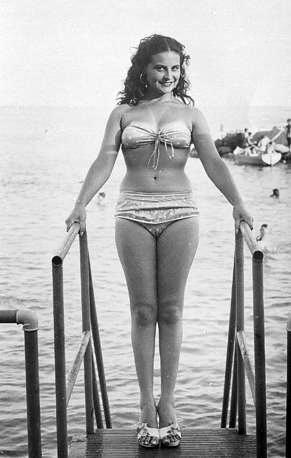
Angela Luce nel 1955

Nata a Napoli nel 1937, a quattordici anni mosse i primi passi nel mondo dello spettacolo musicale nella sua città natale partecipando con il suo vero cognome alla "Piedigrotta Bideri" con la canzone Zì Carmilì.
Esordisce nel cinema nel 1956 con Ricordati di Napoli, regia di Pino Mercanti, cui seguono negli anni successivi una serie di film, come Signori si nasce di Mario Mattoli, Il vedovo di Dino Risi, A noi piace freddo...! di Steno, Peccati d'estate di Giorgio Bianchi, Letto a tre piazze, ancora di Steno, Adultero lui, adultera lei di Raffaello Matarazzo, Lo straniero di Luchino Visconti, Dove vai tutta nuda? di Pasquale Festa Campanile. Ancora, Il Decameron di Pier Paolo Pasolini, con il quale ha vinto il premio Reggia d'oro della città di Caserta, Malizia di Salvatore Samperi, dove vince la Medaglia d'oro all'Anteprima del Cinema Mondiale di Saint-Vincent. La seconda notte di nozze di Pupi Avati, per il quale ha ricevuto la nomination al Nastro d'argento, L'amore molesto di Mario Martone, con il quale ha vinto il David di Donatello, ricevendo anche la nomination per la Palma d'oro a Cannes. Ha interpretato il corto, La velina con cui ha vinto il primo premio al FICE di Bologna. In tutto, ha preso parte a più di ottanta film.
Nel corso della sua carriera cinematografica ha lavorato accanto ad attori importanti, come Marcello Mastroianni, Vittorio Gassman, Nino Manfredi, Alberto Sordi, Ugo Tognazzi, Vittorio De Sica, Renato Pozzetto e Totò.
Come cantante, ha partecipato a Un disco per l'estate 1973 con La casa del diavolo e ad Un disco per l'estate 1975 con Cara amica mia. Tra i suoi successi canori, So' Bammenella 'e copp' 'e Quartiere di Raffaele Viviani, nello spettacolo Napoli notte e giorno, diretto da Giuseppe Patroni Griffi e presentato al Festival dei Due Mondi di Spoleto. Grazie a questa canzone, Angela Luce è l'unica artista al mondo ad essere presente nell'Archivio storico della canzone napoletana con la doppia esecuzione dello stesso brano.
La canzone Ipocrisia di Pino Giordano ed Eduardo Alfieri le ha valso il secondo posto al Festival di Sanremo 1975. Ha inoltre vinto la "Maschera d'argento", per l'interpretazione de L'ultima tarantella e il secondo premio al Festival di Napoli 1970 con 'O divorzio. Nel 1973 partecipa alla Piedigrotta: Le nuove Canzoni di Napoli. Ha cantato La leggenda del lupino in mondovisione dalla basilica di Santa Chiara di Napoli. Angela Luce è anche autrice di testi, tra cui Voglia, su musica di Angelo Fiore (premio UNICEF 1984).

### Attività teatrale
Scritturata da Eduardo De Filippo non ancora ventenne, interpreta ruoli tra i più significativi del grande drammaturgo, fino ad arrivare ad essere protagonista con lo stesso Eduardo nella registrazione televisiva della commedia Il contratto. Ha recitato per due anni con La Scarpettiana, per quattro anni con Eduardo De Filippo, per quattro anni con Peppino De Filippo e altri quattro anni con Nino Taranto, fino ad arrivare ai più importanti festival della prosa: quello di Wiesbaden in Germania, quello di Parigi al Teatro Sarah Bernhardt, quello di Londra al Teatro Old Vic, quello di Buenos Aires al Teatro Coliseum e quello di New York al Teatro Mark Hellinger, dove ha sostituito Bice Valori nella parte di Eusebia.
Partecipa con una certa frequenza alla prosa radiofonica e televisiva della Rai: in Peppino Girella, scritto da Eduardo De Filippo, nel quale interpretava il ruolo di donna Clotilde, trasmesso nel 1963 in sei puntate; nel Il cappello del prete, sceneggiato televisivo di Rai 1, del 1970, diretto da Sandro Bolchi; nelle Storie della camorra, del 1978, diretto da Paolo Gazzara; è anche protagonista dell'operetta Al cavallino bianco, con Paolo Poli, Gianrico Tedeschi e Tony Renis, con la regia di Vito Molinari.
Nel 2011 partecipa con il suo recital poetico musicale Momenti di... Luce alla manifestazione Save the Primo in sostegno di Arnolfo Petri, per impedire la chiusura del Teatro Il Primo di Napoli: per l'occasione era accompagnata alla chitarra da Claudio Romano. Dal 2011 partecipa a titolo gratuito, come tutti gli artisti, alla manifestazione Serenata alla Madonna, organizzata da Benedetto Casillo il 10 settembre di ogni anno in occasione della Piedigrotta.

### Altre attività
Posò come modella per due opere del pittore Aligi Sassu, una delle quali intitolata Angela; ha inoltre tenuto lezioni universitarie a Napoli e Bologna su Raffaele Viviani e la sua opera.

## Discografia

### Album
- 1972 – Angela Luce (Fans GPX 6)
- 1973 – Dedicato a (Fans GPX 8)
- 1973 – Che vuò cchiù (Fans GPX 10)
- 1973 – Dammi un bacio e ti dico... (Fans GPX 11)
- 1974 – Sò palummella cu e scelle d'oro (Hello, ZSEL 55432)
- 1975 – Cin cin con Sanremo (Hello, ZSEL 55439)
- 1975 – Poesie dette da Angela Luce (Hello, ZMEL 55443)
- 1976 – E a Napule ce sta (Hello, ZSEL 55446)
- 1976 – Cafè Chantant (Hello, ZSEL 55452)
- 1977 – Comme se canta a Napule (Ricordi, SMRL 6200)
- 1979 – Angela Luce Volume Uno (Fans, ABCD 410 MC, compilation con 4 inediti)
- 1979 – Angela Luce Volume Due (Fans, ABCD 411 MC, compilation con 4 inediti)
- 1984 – Ipocrisia (Sirio, BK 00213)
- 1984 – Io per ricominciare (Sirio BL, 75919)
- 1988 – Senza frontiere (Sirio, BL 75955)
- 1995 – Ipocrisia (Phonotype, CD 0044)
- 2004 – I colori della mia vita (CD Polosud Records)
- 2009 – Luce per Totò (CD Polosud Records)

### Singoli
- 1970 – 'O divorzio/Carissima mamma (Hello, HR 3004)
- 1971 – 'A primma 'nnammurata/'A rriva 'e mare (Hello, HR 9055)
- 1973 – La casa del diavolo/Non sposarmi se non vuoi (Fans, G 62)
- 1973 – Che vuo cchiù/Zitto zitto zitto (Fans, G 63)
- 1974 – Amore a volontà/Tarantella gelosa (Hello, NP 9157)
- 1974 – L'addio/Napule ca se ne va (Hello, NP 9158)
- 1975 – Ipocrisia/Per amare lui (Hello, ZEL 50470)
- 1975 – Cara amica mia/Quando sarai con l'altra (Hello, ZEL 504710)

## Filmografia

Gianni Garko, Spiros Focás, Didi Perego e Angela Luce in Morte di un amico (1959) di Franco Rossi

- Ricordati di Napoli, regia di Pino Mercanti (1956)
- Avventura a Capri, regia di Giuseppe Lipartiti (1958)
- La sposa, regia di Edmondo Lozzi (1958)
- Gastone, regia di Mario Bonnard (1959)
- Il vedovo, regia di Dino Risi (1959)
- Ferdinando Iº re di Napoli, regia di Gianni Franciolini (1959)
- Le sorprese dell'amore, regia di Luigi Comencini (1959)
- Morte di un amico, regia di Franco Rossi (1959)
- Anonima cocottes, regia di Camillo Mastrocinque (1960)
- Caravan petrol, regia di Mario Amendola (1960)
- A noi piace freddo...!, regia di Steno (1960)
- Peccati d'estate, regia di Giorgio Bianchi (1960)
- La contessa azzurra, regia di Claudio Gora (1960)
- Letto a tre piazze, regia di Steno (1960)
- Signori si nasce, regia di Mario Mattoli (1960)
- Totò, Fabrizi e i giovani d'oggi, regia di Mario Mattoli (1960)
- Che femmina!! e... che dollari!, regia di Giorgio Simonelli (1961)
- Gli anni ruggenti, regia di Luigi Zampa (1962)
- La marcia su Roma, regia di Dino Risi (1962)
- Odio mortale, regia di Franco Montemurro (1962)
- Pastasciutta nel deserto, regia di Carlo Ludovico Bragaglia (1962)
- Adultero lui, adultera lei, regia di Raffaello Matarazzo (1963)
- I ragazzi dell'Hully Gully, regia di Marcello Giannini (1964)
- 2 mafiosi contro Al Capone, regia di Giorgio Simonelli (1966)
- Per qualche dollaro in meno, regia di Mario Mattoli (1966)
- Un gangster venuto da Brooklyn, regia di Emimmo Salvi (1966)
- Lo straniero, regia di Luchino Visconti (1967)
- Totò story, regia di Mario Mattoli e Camillo Mastrocinque (1968)
- Dove vai tutta nuda?, regia di Pasquale Festa Campanile (1969)
- Gli specialisti, regia di Sergio Corbucci (1969)
- Pensiero d'amore, regia di Mario Amendola (1969)
- Il debito coniugale, regia di Franco Prosperi (1970)
- Ma chi t'ha dato la patente?, regia di Nando Cicero (1970)
- Ninì Tirabusciò, la donna che inventò la mossa, regia di Marcello Fondato (1970)
- Addio fratello crudele, regia di Giuseppe Patroni Griffi (1971)
- Cose di Cosa Nostra, regia di Steno (1971)
- Il Decameron, regia di Pier Paolo Pasolini (1971)
- Homo Eroticus, regia di Marco Vicario (1971)
- Malizia, regia di Salvatore Samperi (1973)
- Il gioco della verità, regia di Michele Massa (1974)
- Io tigro, tu tigri, egli tigra, regia di Renato Pozzetto e Giorgio Capitani (1978)
- Lo scugnizzo, regia di Alfonso Brescia (1979)
- Lacrime napulitane, regia di Ciro Ippolito (1981)
- Zampognaro innamorato, regia di Ciro Ippolito (1983)
- Pacco, doppio pacco e contropaccotto, regia di Nanni Loy (1993)
- La chance, regia di Aldo Lado (1994)
- L'amore molesto, regia di Mario Martone (1995)
- La vita per un'altra volta, regia di Domenico Astuti (1998)
- Terra bruciata, regia di Fabio Segatori (1999)
- La volpe a tre zampe, regia di Sandro Dionisio (2001)
- La seconda notte di nozze, regia di Pupi Avati (2005)
- Passione, regia di John Turturro (2010)

## Teatro
- Le metamorfosi di un suonatore ambulante
- Il malato immaginario
- Annella di Porta Capuana
- Rugantino
- Natale in casa Cupiello
- Venti zecchini d'oro
- Casa con panorama
- La maschera e il suo amico il diavolo
- La donna di Viviani
- Virata di bordo
- La monaca fauza
- 'Na santarella
- 'E nepute d' 'o sindaco
- Era zitella ma...
- 'O tuono 'e marzo
- 'A figliata
- 'O vico
- Napoli notte e giorno
- Napoli chi resta e chi parte
- I papà nascono negli armadi
- Totò, 110 e lode

## Prosa televisiva Rai
- ...Ma c'è papà!, regia di Marcella Curti Gialdino e Peppino De Filippo, trasmessa l'11 settembre 1960.
- Il vicolo, regia di Vittorio Viviani, trasmessa il 17 maggio 1961.
- Peppino Girella, regia di Eduardo De Filippo (trasmessa nel 1963)
- Annella di Portacapuana, regia di Gennaro Magliulo, trasmessa il 25 gennaio 1965.
- I papà nascono negli armadi, regia di Eros Macchi, trasmessa il 7 ottobre 1965.
- Stasera Fernandel, regia di Camillo Mastrocinque, episodio La notte delle nozze (1968)
- Il cappello del prete (1970)
- Il pazzo di Bergerac, regia di Mario Landi (1972)
- Il malato immaginario, regia di Romolo Siena (1972)
- Al cavallino bianco (1974)
- I mariti, regia di Antonio Calenda (1974)
- Il contratto (1981)
- Dramma d'amore, regia di Luigi Perelli (1983)
- Il bello delle donne... alcuni anni dopo, regia di Eros Puglielli (2016)

## Riconoscimenti
- David di Donatello
  - 1996 – Migliore attrice non protagonista per L'amore molesto
- Festival di Sanremo
  - 1975 – 2º posto (con la canzone Ipocrisia)
- Nastro d'argento
  - 1996 – Candidatura alla migliore attrice non protagonista per L'amore molesto
  - 2006 – Candidatura alla migliore attrice non protagonista per La seconda notte di nozze
- Premio Carosone
  - 2004 – Premio alla carriera
- Ciak d'oro
  - 1996 – Candidatura alla migliore attrice non protagonista per L'amore molesto
- Premio Letterario Camaiore
  - 2009 – Miglior libro di poesie per Momenti di luce
- Festival di Napoli
  - 1970 – 2º posto per 'O divorzio

### Altri premi
- Targa Speciale Premio De Curtis - alla carriera
- Oscar E. A. Mario - alla carriera
- Oscar Internazionale dello Spettacolo - per l'interpretazione della canzone L'ultima tarantella
- Premio Schubert - alla carriera
- Premio Speciale Giffoni Film Festival - alla carriera
- Targa d'Argento dell'Ordine dei Giornalisti Partenopei - alla carriera
- Premio Unicef 1984 - quale autrice del testo della canzone Voglia, musica di Angelo Fiore
- Targa Speciale XXXIII Incontri del Cinema di Sorrento - migliore attrice nel film La vita per un'altra volta
- Premio Stella senza firmamento - alla carriera (XIII Biennale d'arte di Torre del Greco)
- Premio Eco d'oro - alla carriera (patrocinato dal Ministero del Turismo e dello Spettacolo)
- Premio Riccione ed Eur - per tre anni consecutivi
- Premio Cinema e Cultura per il Mezzogiorno - 34º Festival Internazionale del Cinema di Salerno
- Premio Speciale Regione Lombardia Domm de Milan - alla carriera
- Premio Nazionale Totò - alla carriera
- Premio Penisola Sorrentina - alla carriera (patrocinato dalla Presidenza del Senato)
- Gran Premio Nazionale Vita d'Artista - alla carriera
- Gran Premio Gabriele D'Annunzio - migliore attrice nel film Lacrime napulitane
- Premio Europeo Massimo Troisi - alla carriera
- Premio Giovanni Paolo II - ottobre 2011 - alla carriera
- Premio Scugnizzo d'Oro - maggio 2012 - alla carriera
- Premio L'Arcobaleno Napoletano - dicembre 2013 - alla carriera
- Premio Giovan Battista Basile - ottobre 2014 - alla carriera
- Premio Masaniello - settembre 2015 - alla carriera